# Kloster St. Maria (Volkach)

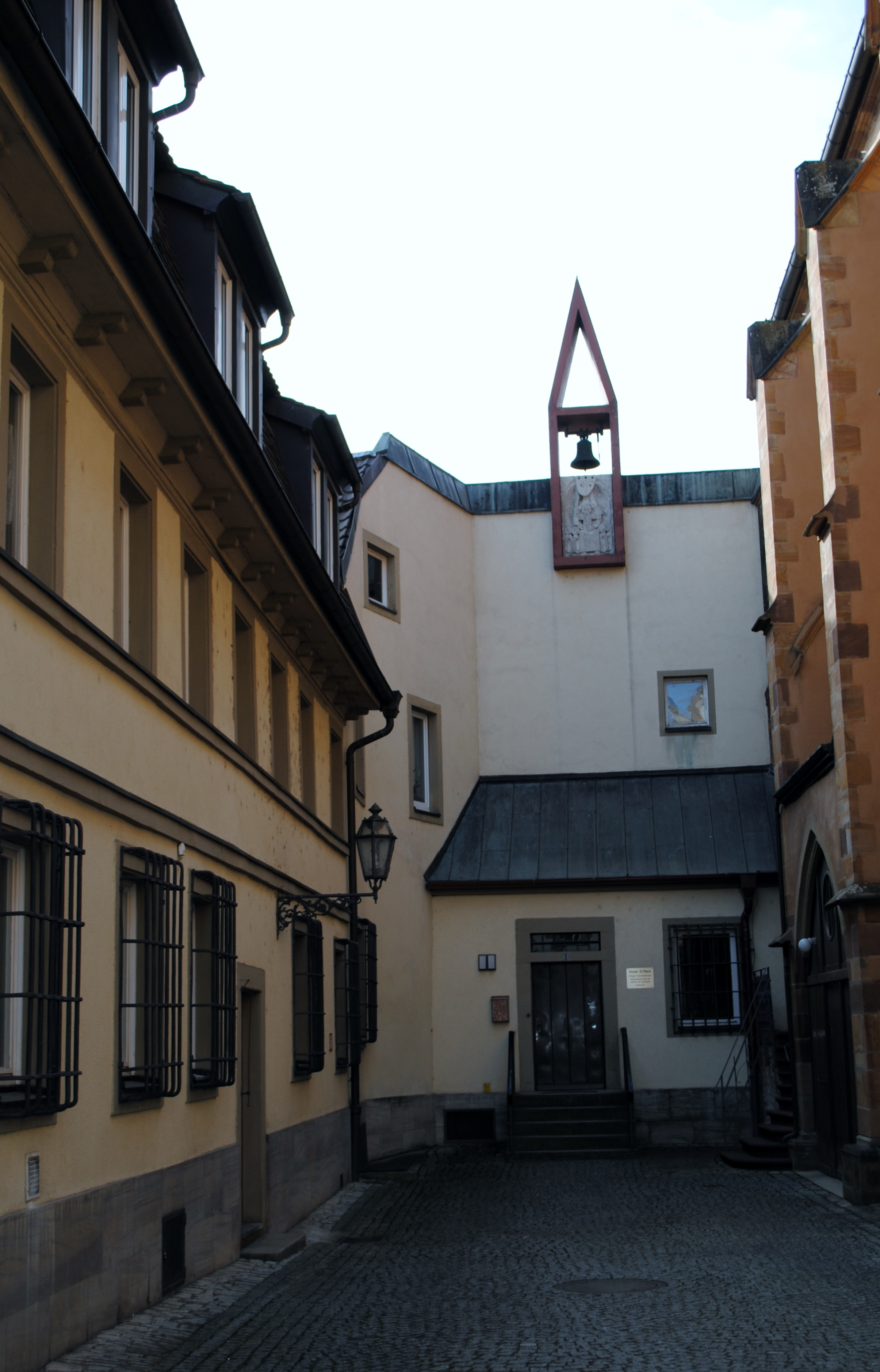
Das Kloster in Volkach

Das Kloster St. Maria in Volkach im unterfränkischen Landkreis Kitzingen wird von den Dillinger Franziskanerinnen bewohnt und besteht seit 1856 im mittelalterlichen Zentrum der Stadt. In einigen der Räumlichkeiten findet sich heute die Mädchenrealschule der Dillinger Franziskanerinnen, eine staatlich anerkannte, private Realschule.

## Geschichte des Klosters
Das Kloster geht, ähnlich wie seine Pendants in Neustadt am Main und Lohr, auf den Mangel an weiblichen Lehrkräften für die Schülerinnen zurück. In der Mitte des 19. Jahrhunderts etablierte sich nämlich die Ansicht, dass auch Mädchen auf dem Land in den Genuss weiterführender Bildung kommen sollten. Zumeist wurden hierbei die Pfarrämter der Stadt aktiv und fragten in Dillingen nach einigen „Schulschwestern“ an.
In Volkach war die Situation anders gelagert, denn hier war eine Stiftung ausschlaggebend für die Anfrage: Frau Anna Justina Meisner hinterließ der Stadt 1000 Gulden, die für die Entlohnung der anzustellenden Schwestern gedacht waren. Am 19. Oktober 1856 erreichten drei Franziskanerinnen aus Dillingen an der Donau und Mödingen die Stadt und begannen sogleich mit der Unterrichtung an der örtlichen Stadtschule.
Mit dem 18. November 1858 erwarben die Franziskanerinnen das Haus des ehemaligen königlich-bayerischen Forstamtes direkt neben der Pfarrkirche und etablierten hier die Keimzelle ihres Klosters. Ab dem Jahr 1860 unterrichteten die Schwestern auch in diesen Gebäuden. Durch den großen Zuspruch wurde das Klostergelände durch den Ankauf neuer Grundstücke in den folgenden Jahrzehnten Stück für Stück erweitert.
Gleichzeitig versuchte der neuetablierte Konvent auch unabhängiger vom Mutterkloster in Dillingen zu werden. Am 15. August 1859 fand deshalb hier die erste Einkleidung einer neuen Schwester in den Klostergebäuden statt. Erst ein Ordinariatsbeschluss des Jahres 1874 beendete die angestrebte Autonomie und verbot neuerliche Einkleidungen. Heute ist das Kloster eine Filiale der Dillinger Franziskanerinnen in der Provinz Bamberg.

## Mädchenrealschule der Dillinger Franziskanerinnen

### Geschichte der Schule
Mit dem Jahr 1860 erhielten die Dillinger Klosterschwestern in Volkach ein eigenes Institut, um die ihnen anvertrauten Schülerinnen in hauswirtschaftlichen Fächern auszubilden. Erst 1906 errichtete man einige Gebäude, die Schule und Internat aufnehmen konnten, zuvor waren die Kinder in der fürstbischöflichen Amtskellerei untergebracht. Im Jahr 1913 erhielt diese Schule den offiziellen Titel einer Mädchenmittelschule, 1941 wurde diese Einrichtung, in christlicher Trägerschaft, allerdings schon wieder geschlossen und in den Räumen stattdessen ein Lazarett eingerichtet.
Kurz nach dem Zweiten Weltkrieg, 1945, eröffneten die Schwestern die Schule wieder. Bereits 1948 wurde sie von 126 Schülerinnen besucht. Im Jahr 1960 wandelte man die Schule in eine vierklassige Mittelschule um, bevor 1965 die Umbenennung in Realschule erfolgte. Zwanzig Jahre später, 1985, konnte der neue Informatik-, Mehrzweckraum, die Bibliothek und die Schulturnhalle eingeweiht werden. Im Jahr 2000 reformierte man die Schule erneut. Diesmal wurde sie zu einer sechsklassigen Realschule umgewandelt.

### Angebote
In der Schule werden ab der 7. Klasse folgende Ausbildungsrichtungen angeboten:
- Wahlpflichtfächergruppe II mit wirtschaftlichem Schwerpunkt
- Wahlpflichtfächergruppe IIIa mit sprachlichem Schwerpunkt
- Wahlpflichtfächergruppe IIIb mit hauswirtschaftlichem Schwerpunkt

Die Schule vermittelt den staatlich anerkannten Realschulabschluss.
Daneben existiert ein eingetragener Verein, der Freundeskreis der Mädchenrealschule der Franziskanerinnen Volkach e. V., der einerseits die Schule finanziell unterstützt und andererseits durch ein Kursprogramm die schulischen Angebote ergänzt.
Das Angebot der Schule wird durch ein offenes Ganztagesangebot (Offene Ganztagsschule) ergänzt.

## Hort
Außerdem bietet das Kloster seit 1987 einen Hort auf dem Gelände der Schule an, der Kindern aller Altersstufen eine Nachmittagsbetreuung ermöglicht. Daneben unterhält der Hort eine Hausaufgabenbetreuung in Kleingruppen und offeriert ganztägige Ferienbetreuung.

## Kapelle
Der Würzburger Bischof Josef Stangl benedizierte am 16. Mai 1962 eine Hauskapelle in den Räumlichkeiten des Klosters. Im Inneren stellte man einen Volksaltar aus Muschelkalk auf. Er wurde vorne mit einem Relief des Agnus Dei verziert. Das Altarblatt zeigt die heilige Maria als Königin des Weltalls. Ein Kreuzweg durchzieht den Raum. Er wurde 1962 vom Münchner Künstler Matthias Bayer geschaffen. Auf der Empore hängt ein Gemälde des 18. Jahrhunderts, das Christus am Kreuz zeigt. Max Walter aus Vasbühl schuf die Relieftafeln der vier Kardinaltugenden.